# Brachionidium operosum
Brachionidium operosum är en orkidéart som beskrevs av Carlyle August Luer och Alexander Charles Hirtz. Brachionidium operosum ingår i släktet Brachionidium och familjen orkidéer. Inga underarter finns listade i Catalogue of Life.